# Kreacjonizm (pogląd religijny)

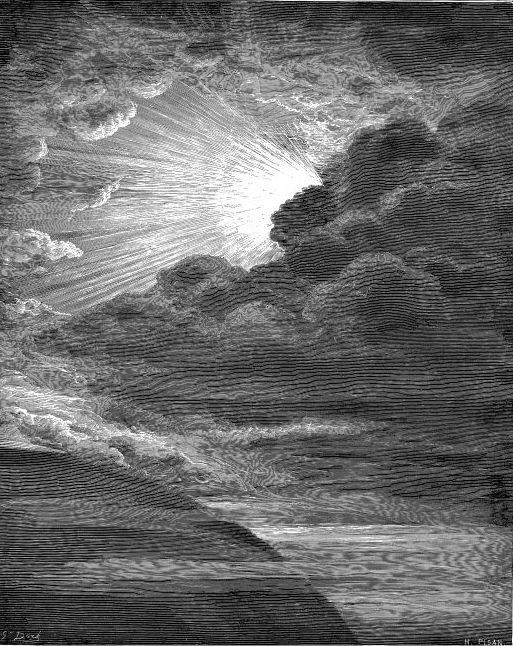
Stworzenie Światła Gustawa Doré. Obrazuje on wers z Księgi Rodzaju: Niech będzie światłość

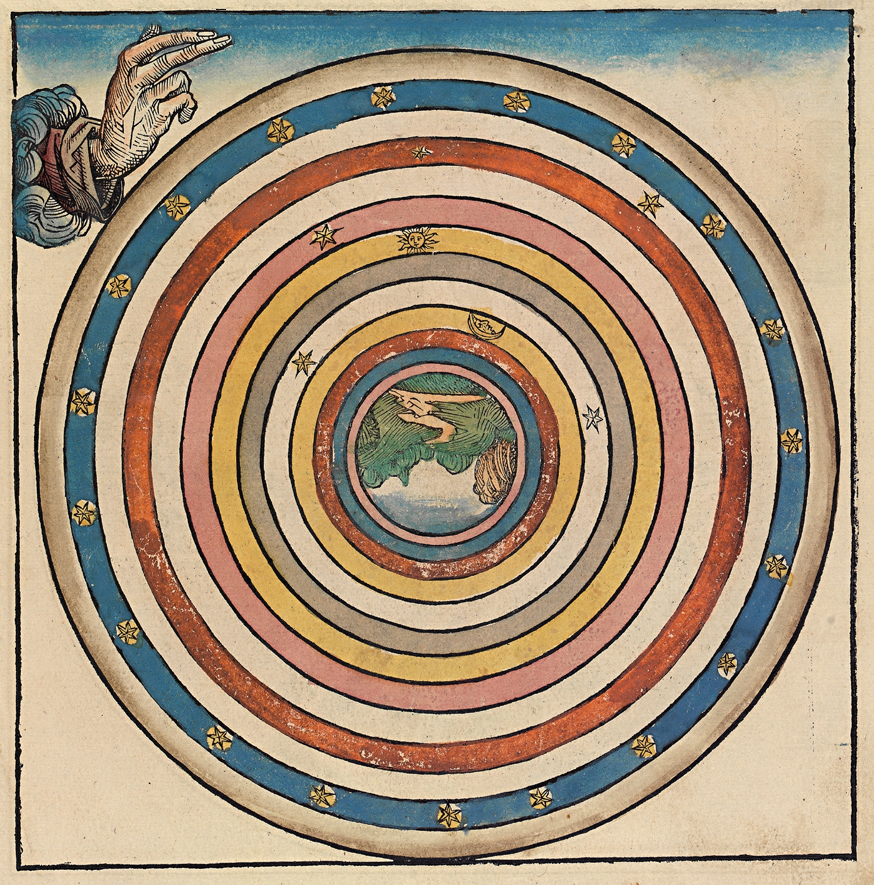
Stworzenie Nieba (ilustracja z Kroniki norymberskiej)

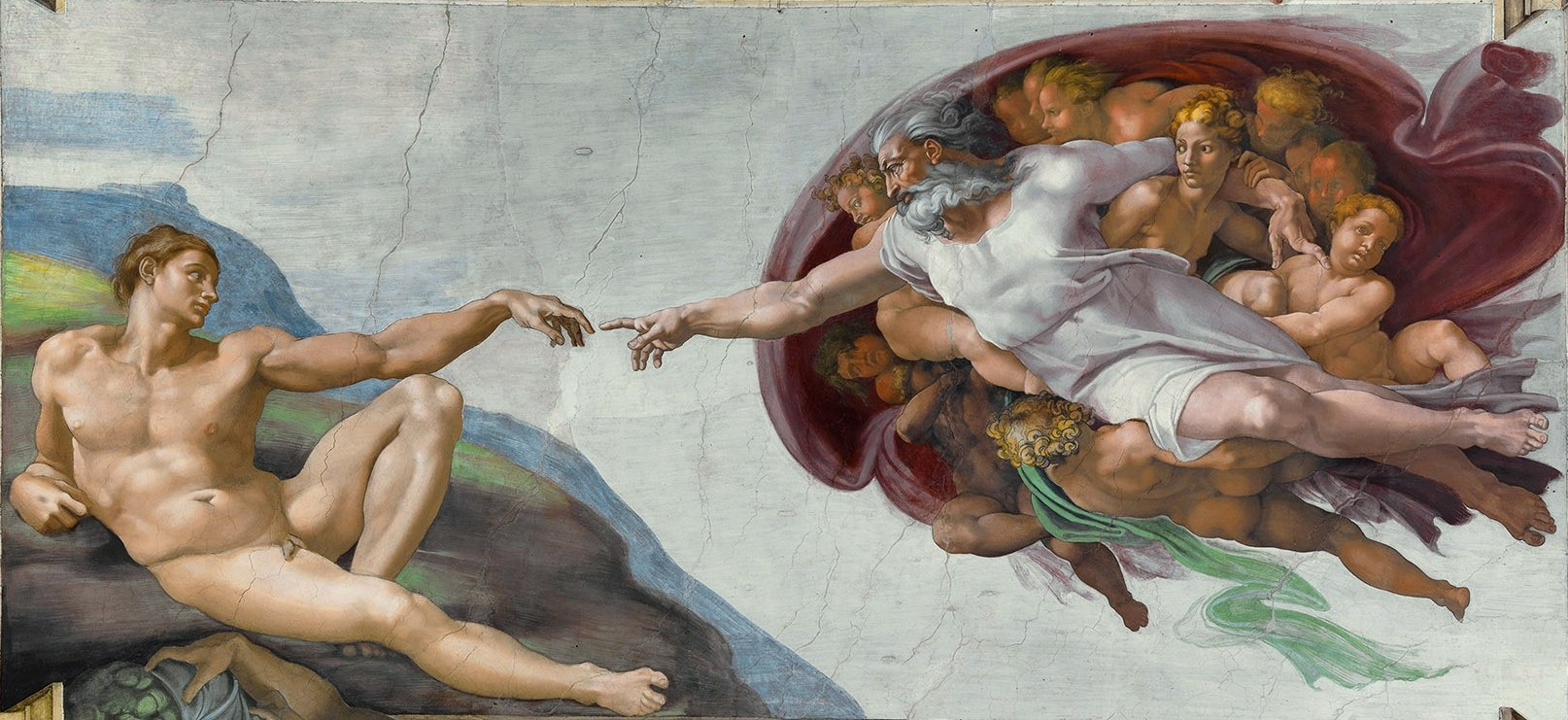
Stworzenie Adama Michała Anioła

Kreacjonizm – pogląd, że człowiek i wszelkie życie na Ziemi zostały stworzone w swojej pierwotnej formie przez Boga lub bóstwa. Do XIX wieku, do czasu ukształtowania się teorii ewolucji organizmów, kreacjonizm był poglądem panującym w naukach biologicznych. Współcześnie kreacjonizm jest poglądem filozoficznym i religijnym. Nie jest natomiast uznawany za teorię naukową i nie funkcjonuje w ramach nauk przyrodniczych, gdyż obecnie teoria nauk przyrodniczych musi być falsyfikowalna, a tymczasem kreacjoniści nie stosują metody naukowej, nie testują swoich hipotez. Mimo to, niektórzy zwolennicy kreacjonizmu podejmują próby wprowadzania jego wersji, tzw. inteligentnego projektu, jako teorii naukowej do programu nauczania w USA.

## Podział kreacjonizmu
Istnieje wiele różnych stanowisk kreacjonistycznych wobec dwóch pytań – jak zostało stworzone życie oraz jaka jest przyczyna różnorodności gatunków. Do najważniejszych teorii kreacjonistycznych należą:
- kreacjonizm młodej Ziemi (ang. young Earth creationism)
- kreacjonizm starej Ziemi (ang. old Earth creationism).

Zakładają, że Bóg tworzył duże grupy organizmów etapami. Ostatnim takim etapem było stworzenie człowieka. Ta wersja ogranicza działanie ewolucji do tzw. mikroewolucji, odrzucając możliwość samoistnego zachodzenia makroewolucji. Szczególnymi odmianami kreacjonizmu są:
- inteligentny projekt (ang. intelligent design)
- teistyczny ewolucjonizm (kreacjonizm ewolucyjny).

Zbiór poglądów łączących idee kreacjonistyczne z ewolucjonizmem. Ta wersja nie neguje ewolucji, ale zostawia margines działania dla Boga. Według niej Bóg stworzył życie, które naturalnie ewoluowało w zamierzonym przez niego kierunku lub kierował procesem ewolucji, aż do powstania człowieka. Akceptuje ewolucjonizm jako wyjaśnienie pochodzenia i różnorodności organizmów, zakładając, że Bóg każdorazowo stwarza ludzką duszę.
- kreacjonizm niezmiennych gatunków

Stanowisko historyczne, dominujące w przyrodoznawstwie do początku XIX wieku, według którego Bóg stworzył osobno wszystkie gatunki. Ta wersja całkowicie odrzuca powstawanie gatunków przez ewolucję, może dopuszczać ewolucję wewnątrz gatunku.

### Kreacjonizm młodej Ziemi
Kreacjonizm młodej Ziemi zakłada, że Ziemia według interpretacji Biblii ma od ok. 6 do ok. 10 tysięcy lat i wtedy też powstało życie oraz człowiek.
Zasadnicze twierdzenia kreacjonizmu młodej Ziemi można przedstawić następująco:
- Wszechświat został stworzony przez Boga z niczego (creatio ex nihilo).
- Podstawowe „rodzaje” roślin i zwierząt – baraminy – mają osobne pochodzenie, tj. nie wywodzą się od wspólnego przodka.
- Ziemia, podstawowe rodzaje żywych organizmów i człowiek stworzeni zostali w ciągu sześciu 24-godzinnych dni.
- Stworzone niezależnie „rodzaje” (baraminy) roślin i zwierząt mogą się pod wpływem nacisków środowiska i mutacji zmieniać tylko w ograniczonym zakresie.
- Ludzie i małpy nie wywodzą się od wspólnego przodka.
- Pewne fakty geologiczne oraz wyginięcie wielu gatunków zwierząt (np. dinozaurów) może być najlepiej wyjaśnione przez katastrofizm, przede wszystkim ogólnoświatowy potop i jego następstwa[potrzebny przypis].

Ta postać kreacjonizmu, mająca spore wpływy wśród ortodoksyjnych protestantów w USA, jest sprzeczna z obowiązującymi współcześnie ustaleniami nauk przyrodniczych i archeologii.

### Kreacjonizm starej Ziemi

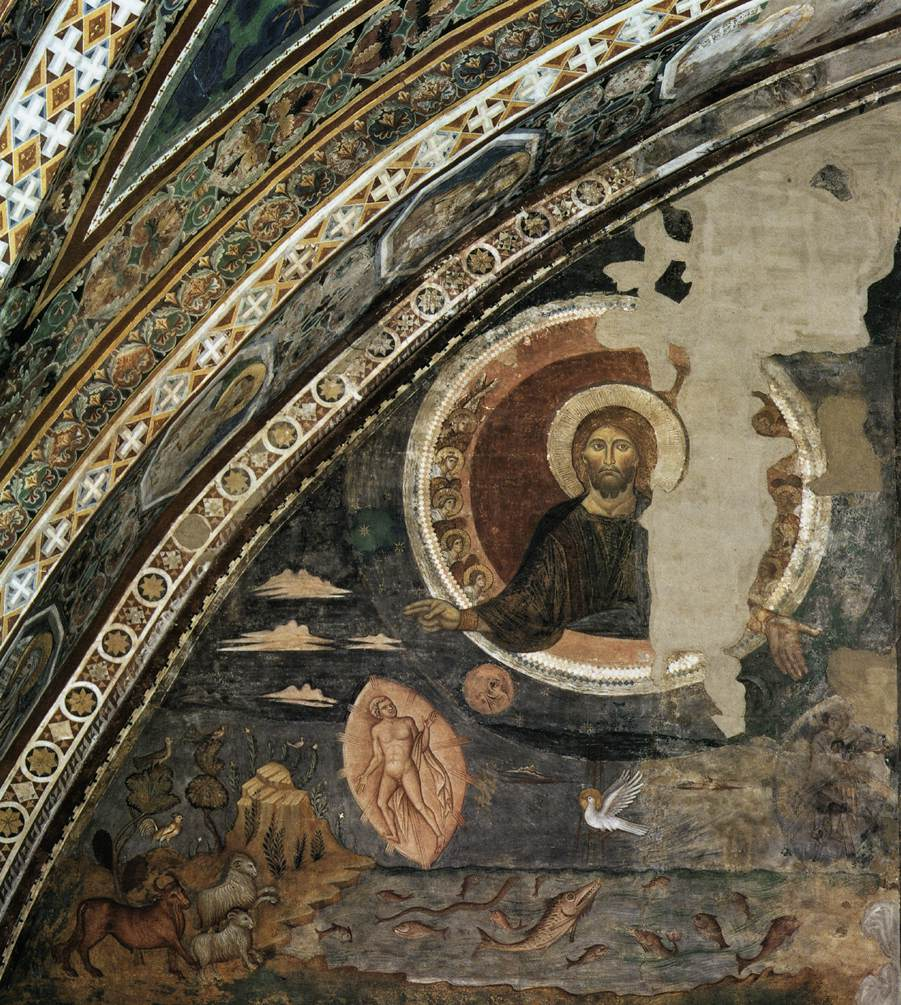
Stworzenie świata Jacopa Torritiego

Kreacjonizm starej Ziemi traktuje opis biblijny bardziej metaforycznie, nie negując tego, że Ziemia oraz życie na niej ma kilka miliardów lat, i jako taki usiłuje być w zgodzie z naukami innymi niż biologia.
Zasadnicze twierdzenia kreacjonizmu starej Ziemi:
- Stworzenie z niczego Wszechświata (czasoprzestrzeni, materii, energii, galaktyk, gwiazd i planet).
- Wybranie Ziemi jako przyszłej „kolebki” życia. Początkowo Ziemia była pusta i pozbawiona życia. Międzyplanetarne „gruzowisko”, pył i wczesna atmosfera Ziemi blokowały światłu Słońca, Księżyca i gwiazd dotarcie na jej powierzchnię.
- Częściowe klarowanie się ziemskiej atmosfery, przez co światło mogło przez nią przenikać.
- Stworzenie pary wodnej w troposferze, co zapewniło stabilny obieg wody.
- Uformowanie kontynentów i basenów oceanicznych.
- Stworzenie poszczególnych rodzajów (baraminów) roślin na lądach.
- Dalsze klarowanie się atmosfery, przez co światło ciał niebieskich mogło być bez przeszkód obserwowane z powierzchni Ziemi.
- Stworzenie licznych rodzajów niewielkich morskich organizmów.
- Stworzenie poszczególnych rodzajów morskich ssaków oraz ptaków.
- Stworzenie poszczególnych rodzajów zwierząt lądowych.
- Bezpośrednie stworzenie człowieka.

Część kreacjonistów uznaje Boga za przyczynę zjawisk takich jak Wielki Wybuch i ewolucja jednocześnie uznając samo wystąpienie tych zdarzeń. Twierdzi tak m.in. papież Franciszek. Z tego powodu kreacjonizm nie musi być niezgodny z nauką.

## Kreacjonistyczna interpretacja zjawisk biologicznych

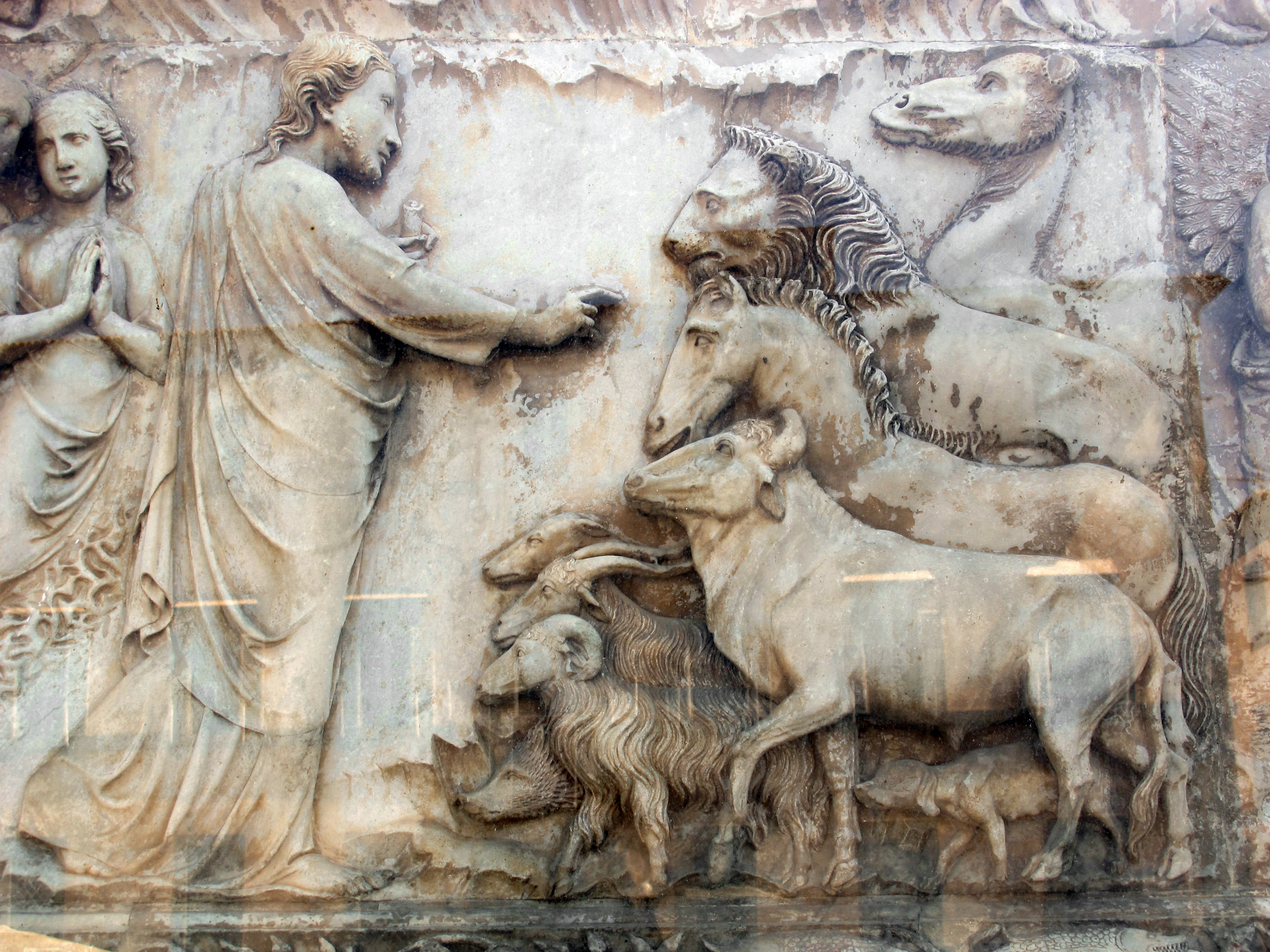
Stworzenie zwierząt Lorenza Maitaniego

### Homologia
Wzorzec podobieństw (anatomicznych, morfologicznych, genetycznych, molekularnych) pomiędzy organizmami był i jest jednym z najpopularniejszych argumentów na rzecz wspólnego pochodzenia wszystkich żywych organizmów. Z perspektywy ewolucjonistycznej podobieństwa te odbijają fakt wspólnego pochodzenia ewolucyjnego (pomijając przypadki konwergencji, a więc niezależnego wykształcania się podobnych systemów). Jakkolwiek termin „homologia” w biologicznym znaczeniu został wprowadzony do biologii w 1843 r. przez kreacjonistycznego biologa Richarda Owena, ma on znacznie dłuższą historię. Już Arystoteles zauważył, że nawet w bardzo różniących się zwierzętach mogą występować wiele korespondujących ze sobą struktur, zarówno wewnętrzne narządy, jak i kości. Także kilku po nim, jak Galen, Leonardo da Vinci i Pierre Belon doszło do podobnych wniosków. Homologie w rozumieniu odpowiadających sobie struktur organizmów opartych na wspólnym planie były podstawą klasyfikacji organizmów począwszy od XVI wieku. Był to więc przeddarwinowski koncept, początkowo łączony z ideą archetypów (platońskich form) bez jakichkolwiek ewolucyjnych konotacji. Przeddarwinowscy biologowie, np. twórca systematyki Karol Linneusz, ten wzorzec podobieństw pomiędzy organizmami interpretowali przez odwołanie się do archetypów, jako odbicie hierarchicznego uporządkowania stworzonych organizmów. W tym rozumieniu archetyp reprezentował ideę w Boskim umyśle – była to oryginalna idea lub prototypowy strukturalny plan, z którego wszystkie inne podobne rzeczy biorą wzór. Richard Owen zdefiniował strukturę homologiczną jako „ten sam organ występujący u różnych zwierząt pod każdą odmianą i funkcją”. Owen odróżnił również homologię od analogii, czyli różnych struktur wykonujących podobne funkcje (znanej w terminologii kladystycznej także jako homoplazja), którą zdefiniował z kolei jako „część lub organ jakiegoś zwierzęcia, który ma tę samą funkcję jak inna część lub organ innego zwierzęcia”. Później Erasmus Darwin cytował podobieństwo budowy zwierząt czworonożnych jako świadectwo ich wspólnego pochodzenia, tak też podobieństwa te interpretował Charles Darwin.
Obecnie kreacjoniści w wyjaśnianiu zjawiska homologii kładą nacisk na wspólny projekt zastosowany w świecie przyrody ożywionej i jedność planu organizacyjnego typów roślin i zwierząt. Ich zdaniem homologia (oraz konwergencja) jest przede wszystkim wynikiem aktywności Stwórcy, stąd homologiczne struktury występują również w niespokrewnionych organizmach. Stanowią one wspólne i stałe rozwiązania służące określonej strategii przetrwania. Podobieństwa pomiędzy strukturami według kreacjonistów nie są więc przyczyny historycznej (tj. wyewoluowały u wspólnego przodka danej grupy, by następnie zostać odziedziczone przez wywodzące się od niego organizmy), ale funkcjonalnej – tj. są wynikiem wspólnego projektu. Podobieństwo żywych organizmów zgodnie z ich zdaniem ma w tym przypadku podobną genezę jak podobieństwo niektórych rozwiązań w wielu wytworach naszej technologii. Kreacjoniści sądzą, że istnienie form życia jest wynikiem stwórczego planu, który spełniać musiał m.in. następujące kryteria:
- Organizmy istnieją w tym samym Wszechświecie i w swym działaniu muszą operować w ramach tych samych praw natury.
- Istnieją na tej samej planecie.
- Niektóre z nich żyją w podobnym środowisku.
- Posiadają jedno lub najwyżej kilka źródeł energii.
- „Normalizacja”, przez co np. cała biosfera znacznie łatwiej może uczestniczyć w łańcuchu pokarmowym – związki organiczne wyprodukowane przez jeden typ organizmu mogą być wykorzystywane przez inny organizm.

Można to porównać do zalet normalizacji gwintów w technologii stworzonej przez człowieka. Śruby mocujące, wydobyte z jednego urządzenia, mogą być wykorzystywane w innym – bez konieczności przetapiania i formowania od nowa. Przykładowo, materiał organiczny dostarczany fitofagom przez autotrofy jest przyswajalny bez konieczności cofania się w metabolizmie do poziomu substancji nieorganicznych.
Wspólny projekt przejawia się więc w zastosowaniu podobnych komponentów do budowy całej gamy różnego typu układów analogicznie, jak ma to miejsce w naszej technologii, gdzie np. podobne lub te same mikroelektroniczne podzespoły (np. układy scalone) używane są w szerokiej gamie różnych, bardziej lub mniej podobnych urządzeń. Przykładowo, już w latach 80. XX wieku biologowie odkryli, że radykalnie odmienne zwierzęta posiadają bardzo podobne geny zaangażowane w rozwój embrionalny. Zasadnicze grupy tych genów u ssaków i owadów są tak podobne, że gen z jednej grupy może z powodzeniem zastępować jego odpowiednik u drugiej. Przykładem jest budowa oka. Choć oczy u różnych zwierząt istnieją w różnych kształtach, rozmiarach, optycznych planach, różnią się położeniem w ciele, to wszystkie ich rodzaje dostarczają ich posiadaczom podobnych informacji o długości fali światła i jego intensywności. Wśród różnych typów zwierząt do budowy soczewki i siatkówki wymagane są różne tkanki. Jednak wszystkie rodzaje oczu posiadają ten sam mechanizm absorbowania fotonów, tj. kombinację opsynowo-chromoforową. Co więcej, bardzo zróżnicowane typy oczu formują się w bardzo podobnych procesach podczas embriogenezy. Rozwojem bardzo różnych typów oczu steruje u większości organizmów ten sam gen – Pax-6. Np. soczewkowe oczy kręgowców, funkcjonujące na zasadzie ciemni optycznej, zbudowane są na zupełnie odmiennej zasadzie niż oczy stawonogów, które składają się z licznych (od kilkunastu do ok. 30 tysięcy) oczek prostych (ommatidiów) stanowiących pojedyncze układy optyczne; w oczach tego typu powstaje obraz mozaikowy (punktowy). Jednak, gdy gen Pax-6 myszy wszczepiony zostaje muszce owocowej (Drosophila melanogaster) w trakcie jej embrionalnego rozwoju, rozwija on u niej normalne wielofasetkowe oko muszki, a nie soczewkowe oko myszy.
Zdaniem kreacjonistów są to przykłady, że te same komponenty, te same elementy architektury, podobne mechanizmy konstrukcyjne, mogą być użyte w odmiennych projektach.
Podobieństwa struktur i funkcji w opinii kreacjonistów nie świadczą jeszcze o pokrewieństwie, czego dowodzą liczne przykłady konwergencji (np. u nietoperzy owocożernych (Megachiroptera) występuje skomplikowany wzór połączeń nerwowych w mózgu, charakterystyczny dla ssaków naczelnych (np. małp człekokształtnych), mimo iż nietoperze nie są zaliczane do tej grupy zwierząt).
Jednak według ewolucjonistów poszczególne podobne funkcjonalnie struktury wykazują wyraźne podobieństwa do swych odpowiedników u innych pokrewnych organizmów; np. kości i mięśnie skrzydła ptaka mają ścisłe odpowiedniki w ręce człowieka, grzebiącej łapie kreta czy płetwie wieloryba – wyraźnie wskazuje to, że wszystkie te kończyny są zmodyfikowanymi wariantami pierwotnej kończyny czworonogów, a nie zostały zaprojektowane „od zera”. O tym, że tak jest istotnie, świadczą dowody kopalne, ukazujące mniej wyspecjalizowane ich wersje.
Kreacjoniści zarzucają ponadto ewolucjonistom, że przywoływanie struktur homologicznych jako świadectwa wspólnego pochodzenia jest oparte na założeniu o prawdziwości koncepcji wspólnego założenia, przez co całe rozumowanie jest przykładem dowodzenia w błędnym kole (petitio principii). Mianowicie, strukturalne i funkcjonalne podobieństwo pomiędzy strukturami to jeszcze za mało, aby dwie struktury uznać za homologiczne. Przykładowo strukturalnie i funkcjonalnie uderzająco podobne oko kręgowców i oko głowonogów nie uznaje się za struktury homologiczne – tzn. powstały one niezależnie od siebie, w związku z czym nie wywodzą się od prymitywnego oka, które posiadał ich hipotetyczny wspólny przodek. O tym, że struktury te nie są homologiczne, świadczyć ma m.in. to, że formują się one w zupełnie inny sposób podczas embriogenezy.
Jednakże np. jelita kręgowców uważa się za struktury homologiczne, pomimo tego, że one również w procesie embriogenezy kształtują się np. u minogów, płazów, rekinów, gadów i ptaków z różnych prekursorów i w różny sposób. Decydującym zatem czynnikiem w uznaniu, czy dana struktura wywodzi się od wspólnego przodka, czy nie, jest wcześniejsze założenie prawdziwości wspólnoty pochodzenia lub jej braku (tj. istnienia drzewa filogenetycznego), co zdaniem kreacjonistów pozbawia całe rozumowanie wartości. Przywołują oni również opinię ewolucyjnego biologa Aleca Panchena, który w książce Classification, evolution and the nature of biology argumentował, że jeśli ewolucja proponowana jest w celu wyjaśnienia homologii i hierarchicznej klasyfikacji organizmów, tak więc logicznie rzecz biorąc, homologia i klasyfikacja nie mogą być tym samym rozumiane jako dowody na prawdziwość ewolucji.
Zarzuty te są odrzucane przez biologów, gdyż żadna homologia nie jest za taką uważana a priori, a następnie używana do potwierdzenia założonego właśnie pokrewieństwa (gdyby tak było, nie dałoby się ich odróżnić od konwergencji). O kwalifikacji danej cechy u różnych organizmów jako homologicznej decyduje wspólnota jej planu budowy, położenia w organizmie, rozwoju zarodkowego itp. O pokrewieństwach zaś dedukuje się na podstawie porównania wielu niezależnych cech, także np. genetycznych.

### Dobór naturalny

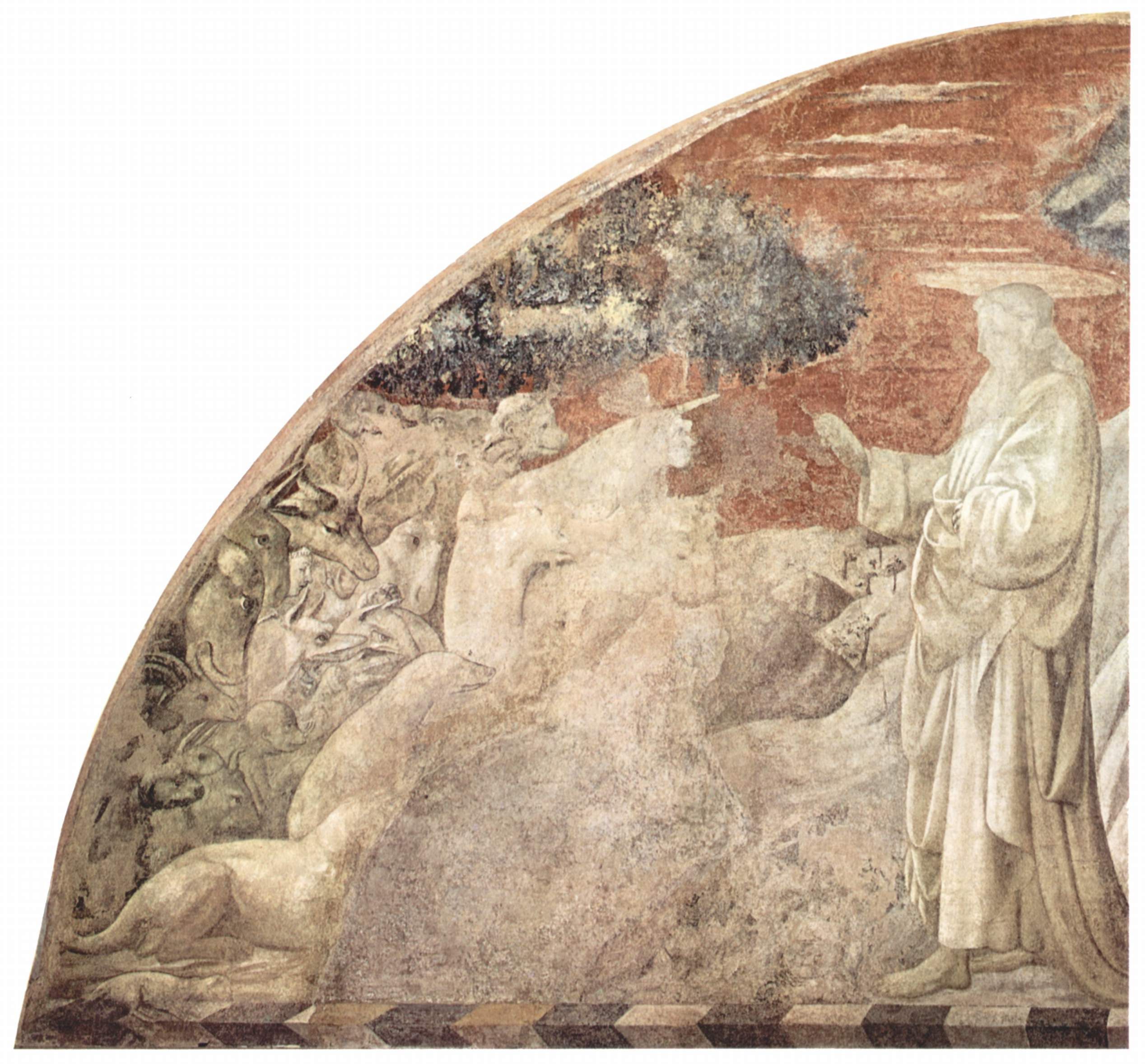
Stworzenie zwierząt Paola Uccelo

Zdaniem kreacjonistów dobór naturalny jest stanowczo przeceniany jako sprawcza siła ewolucji. Akceptują więc oni działanie doboru naturalnego, sprzeciwiając się „tylko” tezie, że w istocie odpowiada on za większe strukturalne i funkcjonalne transformacje pomiędzy organizmami. W ich opinii wyjąwszy małoskalowe zmiany w rodzaju nabywania przez bakterie oporności na antybiotyki nie ma dowodów, że dobór naturalny wywiera wpływ, jaki przypisują mu ewolucjoniści.
Co więcej, jak argumentują kreacjoniści, dobór naturalny jest w przyrodzie siłą przeciwdziałającą większym transformacjom. Wskazują tutaj na przykład hodowli. W doborze sztucznym hodowcom udało się, przez izolowanie i selekcjonowanie poszczególnych cech, uzyskać z danego gatunku szereg odmian czasem znacznie różniących się od siebie. Niektóre z nich są nawet niezdolne do przeżycia w naturze. Gdy jednak mówimy o genetycznym uszlachetnieniu jakiejś odmiany, mamy na myśli „uszlachetnienie” z ludzkiego punktu widzenia. Zazwyczaj odbywa się to kosztem innych funkcji, co powoduje, że „uszlachetnione” odmiany są biologicznie słabsze niż odmiany dzikie, są mniej zdolne do życia w warunkach naturalnych i stają się zależne od człowieka. Zwykle wymagają specjalnych warunków środowiska, których tylko człowiek może dostarczyć (nawozy, pasze, antybiotyki, pestycydy, fungicydy itp.). Wymagają również ochrony przed krzyżowaniem się – czyli zapewnienia izolacji. Gdy takiej izolacji się zaniecha, czyli kiedy takie udomowione odmiany zwierząt i roślin powracają do stanu dzikości, odmiany najbardziej wyspecjalizowane spośród nich szybko giną, a pozostałe powracają do stanu sprzed udomowienia, pojawia się kundlizm, odmiana dziczeje, a wyselekcjonowane przez hodowców poszczególne cechy „rozpływają się” w populacji. W opinii kreacjonistów jest to mocnym argumentem, że dobór naturalny jest w przyrodzie siłą zachowawczą, zapobiegającą pojawianiu się znacznie zmienionych form. Ewolucjoniści zauważają natomiast, że oprócz doboru stabilizującego występuje także dobór kierunkowy i rozrywający (rodzaje doboru naturalnego), prowadzący do odchodzenia od pierwotnego fenotypu (i do powstawania izolacji rozrodczej, uniemożliwiającej krzyżowanie się i „rozpłynięcie” cechy w mieszańcach). W przyrodzie można obserwować różne stadia tej izolacji (np. krzyżowanie się pokrewnych gatunków, ale dające mieszańce niepłodne lub o obniżonej przeżywalności).
W perspektywie kreacjonistycznej dobór naturalny, oddziałując na baraminy, może prowadzić do specjacji oraz wykształcania się nowych gatunków i odmian przystosowanych do poszczególnych nisz ekologicznych. Jednak stopień tych zmian jest ograniczony do pewnego tylko zakresu, w jakim mogą reagować organizmy w odpowiedzi na środowiskową presję. Innymi słowy, baraminy mają wbudowaną pewną „normę reakcji”, w której obrębie mogą przystosowywać się do zmian środowiska – np. u ryb jaskiniowych, u których w zależności od potrzeb rozmontowywały i montowały się struktury odpowiedzialne za wykształcanie się oczu i procesy widzenia. Badanie tej plastyczności w odpowiedzi na wpływy środowiska, jej dynamiki i mechanizmów jest jednym z ważniejszych programów badawczych kreacjonizmu.
Na gruncie biologii głównego nurtu odróżnia się natomiast plastyczność fenotypową osobników o danym wyposażeniu genetycznym (czyli zakres, w jakim organizm reaguje na czynniki środowiska – np. sosny rosnące w górach, nad morzem czy w środku nizinnego lasu mają różny pokrój) od zmienności ewolucyjnej, wiążącej się zmianami puli genowej. Ze względu na stałą podaż nowych mutacji nigdy nie można mówić o osiągnięciu kresu możliwej zmienności.

### Mutacje

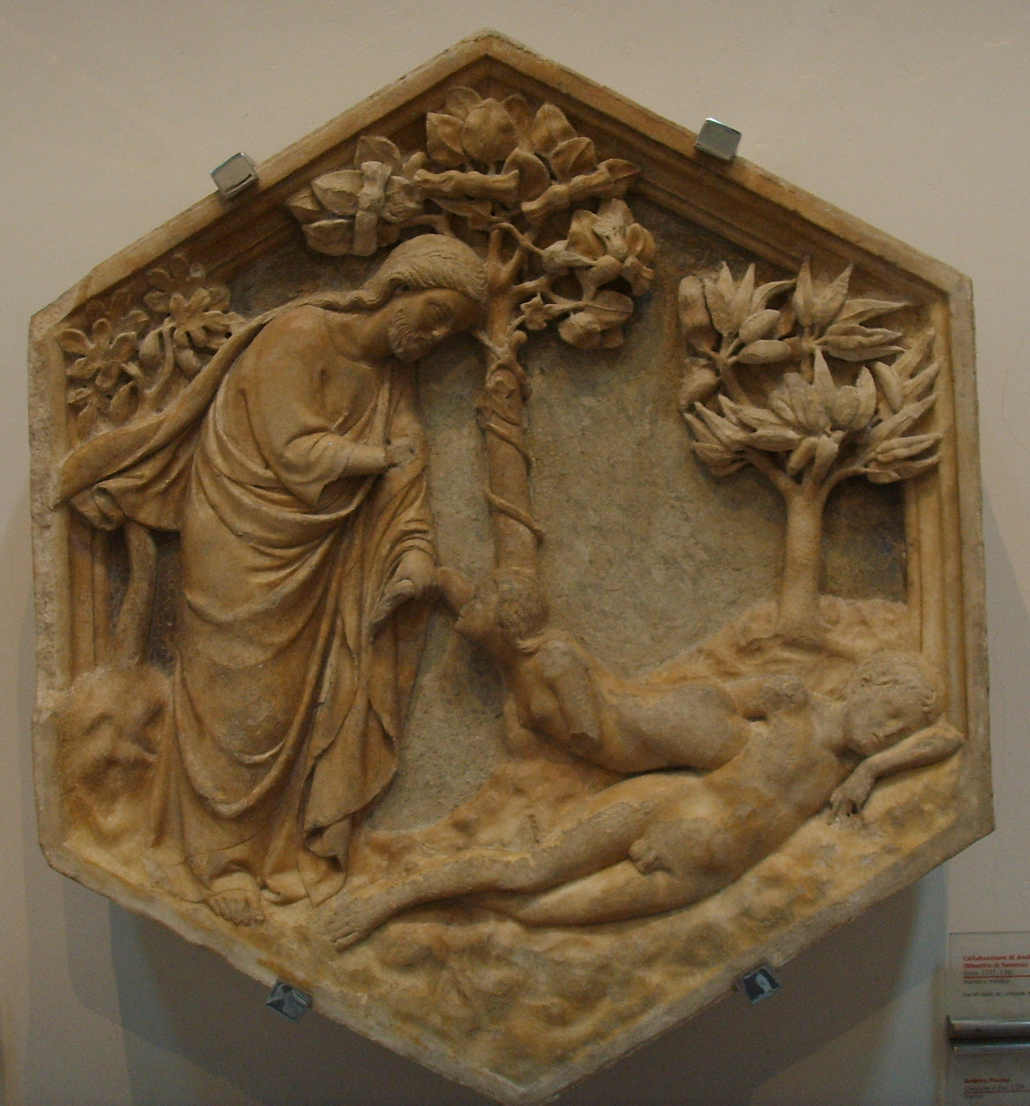
Stworzenie Ewy Andrei Pisano

W perspektywie kreacjonistycznej losowe mutacje w materiale genetycznym nie mogą być źródłem ewolucyjnych innowacji. Powołują się tutaj często na analogię z wytworami technologii, gdzie losowe zmiany w jakimś mechanizmie czy kodzie źródłowym nie doprowadzą nigdy do ulepszenia produktu, będąc zwykle szkodliwe, w najlepszym przypadku neutralne. Według kreacjonistów mutacje są bardzo negatywnym czynnikiem, utrudniającym organizmom utrzymywać rozmaite funkcje.
W przypadku mutacji dających korzyść przystosowawczą (np. u bakterii zyskujących oporność na toksyny) kreacjoniści argumentują, że mutacje te są korzystne jedynie dlatego, że chronią istniejące funkcje, a nie dlatego, że stwarzają nowe funkcje lub organy. Często według nich wiążą się one z upośledzeniem żywotności takich populacji, które mają szansę konkurować z populacjami niezmutowanymi tylko w wyjątkowych warunkach – silnej selekcyjnej presji wytworzonej np. przez antybiotyk.
Cytowane jako przykłady pozytywnych mutacji gatunki i rasy organizmów odpornych na wyprodukowane przez człowieka chemikalia, jak: antybiotyki, herbicydy, fungicydy czy pestycydy, które rozwinęły tę odporność po wejściu na rynek danego preparatu, nie stanowią żadnych nowych gatunków. Są zwykle zdolne do kojarzenia się z populacją, z której wyszły, i zwykle znikają, gdy zaprzestanie się stosowania danego preparatu. Zdaniem kreacjonistów niewiele jest udokumentowanych przykładów, że to zmiany w genomie są odpowiedzialne za nowo powstałą odporność na dany preparat. W znanych przypadkach zmiana dotyczy obrony naturalnej funkcji. Nie jest to tworzenie czegoś nowego, ale obrona czegoś, co już istnieje. W opinii kreacjonistów nie ma dowodów na istnienie mutacji generujących nowe funkcjonalne struktury i systemy. Z tego punktu widzenia kilkudziesięcioletnie genetyczne badania nad modelowym laboratoryjnym organizmem muszki owocowej (Drosophila melanogaster) są interpretowane następująco: mutacje mogą co najwyżej uszkadzać, powielać lub tasować już istniejącą informację. Nowe struktury pojawiające się u niektórych zmutowanych muszek (np. dodatkowa para skrzydeł lub odnóża wyrastające w miejscu oczu) to po prostu patologiczne duplikacje struktur obecnych u muszki już wcześniej. Niezależnie jakim mutacjom poddawano zarodki muszek owocowych, rezultaty nieodmiennie były tylko trzy: normalna muszka, zdefektowana muszka lub martwa muszka.
Osobnym zagadnieniem jest kontrowersyjny problem „mutacji adaptacyjnych” – nielosowej rearanżacji genomu w odpowiedzi na wpływy środowiska. Zdaniem niektórych kreacjonistów zjawisko to ma podłoże teleologiczne (celowe) i jest wbudowanym mechanizmem pozwalającym na szybką reakcję na zmiany środowiska.
Kreacjonizm przejawia różne stanowiska wobec mutacji – od negacji jakichkolwiek mutacji korzystnych, poprzez przyznanie, że zdarzają się mutacje pozwalające organizmowi zachować homeostazę w zmienionym środowisku, aż po dopuszczenie możliwości celowych zmian genomu przyspieszających adaptację. Dane genomiki porównawczej pozwalają odrzucić kreacjonistyczne argumenty, wskazują bowiem, że większość genów występuje w różnych postaciach – różniących się liczbą mutacji (i to w proporcji do stopnia pokrewieństwa badanych organizmów). Oznacza to, że produkty różnych wariantów zmutowanego genu są funkcjonalne. Co więcej, już wcześniej wskazywano na inny błąd w rozumowaniu kreacjonistów, dotyczącym niemożliwości powstawania korzystnych mutacji. Mianowicie wartość przystosowawcza cechy zależy od warunków środowiska. Ta sama mutacja w jednych warunkach jest korzystna, w innych szkodliwa – np. mutacja warunkująca białe ubarwienie jest szkodliwa w większości przypadków, ale może być bardzo korzystna w rejonach polarnych. Równie nietrafne są przytoczone wyżej argumenty, dotyczące zaobserwowanych mutacji powodujących zmianę liczby odnóży czy skrzydeł u Drosophila melanogaster. Zmiany te są skutkiem mutacji w genach Hox, sterujących rozwojem zarodkowym i będących ważnym mechanizmem dużych przekształceń ewolucyjnych – np. właśnie dzięki takiej mutacji przodek muchówek (w tym Drosophila) utracił drugą parę skrzydeł – i okazało się to całkiem korzystne dla tej licznej grupy owadów.

### Zapis kopalny

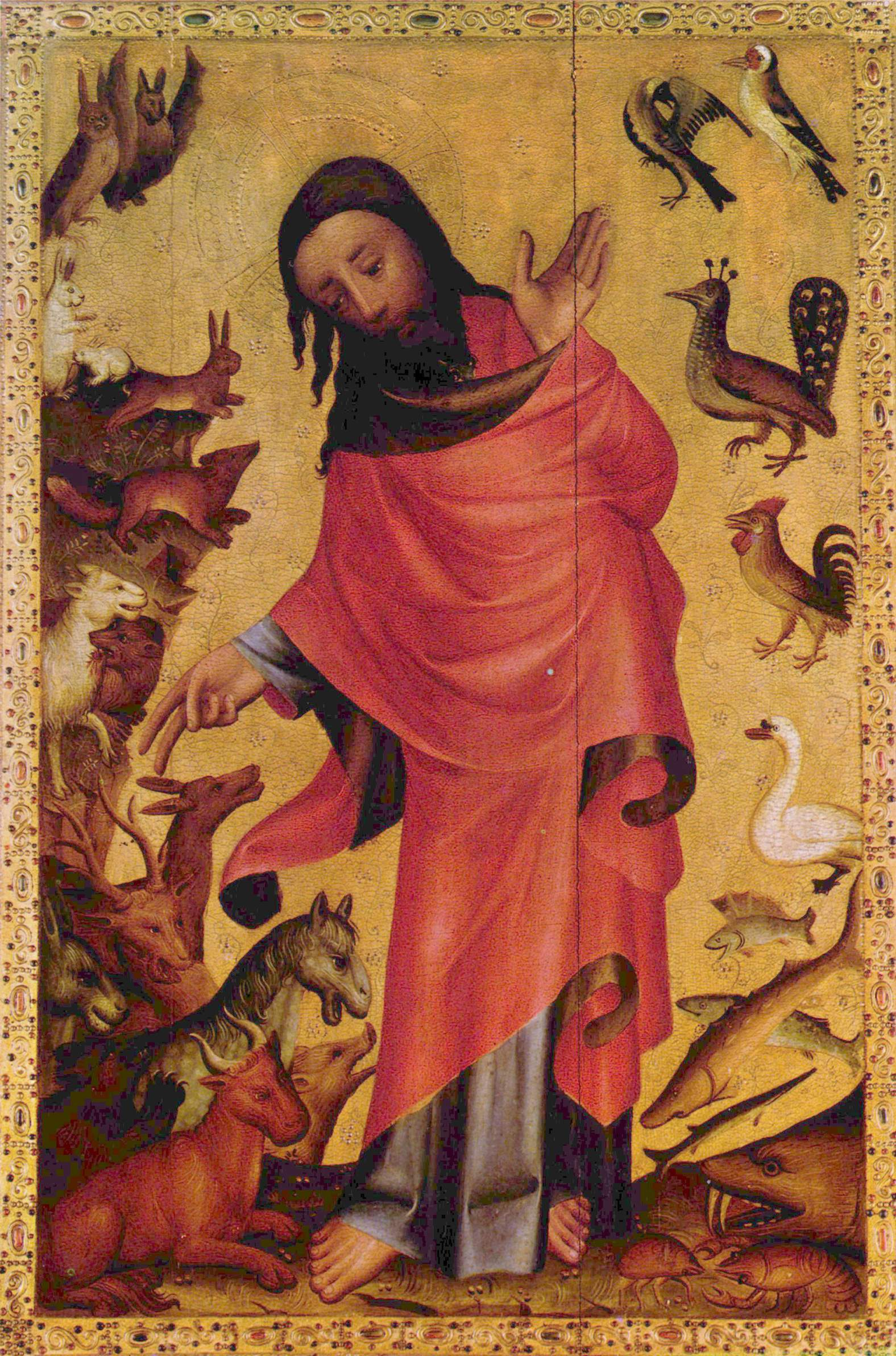
Stworzenie zwierząt Mistrza Bertrama, tablica ołtarza głównego kościoła Św. Piotra w Hamburgu (ob. Kunsthalle, Hamburg)

Zapis kopalny, jak argumentują kreacjoniści, dobrze pasuje do przewidywań kreacjonizmu. Ujawnia on przede wszystkim trzy fakty:
- Eksplozję kambryjską. Terminem tym paleontolodzy określają największą morfogenezę w historii życia na Ziemi – nagłe (w skali geologicznej) pojawienie się szerokiej gamy planów budowy ciała wielokomórkowców. W czasie tego „biologicznego Big Bangu”, który według ewolucjonistów miał miejsce około 530 mln lat temu, w geologicznie bardzo krótkim czasie rzędu 30 mln lat nastąpił prawdziwy wysyp nowych planów budowy ciała zwierząt, czyli zwierzęcych typów (phyla) – najwyższych jednostek taksonomicznych w królestwie zwierząt. Pojawiło się także wiele podtypów (subphyla), każdy ze znaczącymi morfologicznymi innowacjami.
- Stazę. Większość gatunków w zapisie kopalnym nie ujawnia żadnej kierunkowej przemiany podczas swego pobytu na Ziemi (staza). Wyglądają one niemal tak samo w momencie, gdy się w zapisie kopalnym pojawiają, jak i wówczas, gdy znikają. Zmiany morfologiczne mają zazwyczaj ograniczony charakter i pozbawione są kierunku[potrzebny przypis].
- Nagłe pojawianie się. Według kreacjonistów, na żadnym obszarze geograficznym zapis kopalny nie ujawnia stopniowego powstawania gatunków w wyniku stałych, wolnych przekształceń swoich przodków. Zjawiają się one nagle i całkowicie ukształtowane, trwają jakiś czas, po czym znikają równie raptownie i zagadkowo, jak się pojawiły[potrzebny przypis].

Według kreacjonistów fakty te są dostrzegalne również dla ewolucjonistów:
„Założywszy fakt ewolucji, można by oczekiwać, że skamieniałości będą dokumentowały stopniową stałą zmianę od form ancestralnych do potomków. Ale nie to paleontologowie znajdują. Zamiast tego on lub ona znajduje luki w prawie każdym ciągu filetycznym. Nowe typy często pojawiają się nagle, a ich bezpośredni przodkowie są nieobecni we wcześniejszych warstwach geologicznych. Odkrycia nieprzerwanego ciągu gatunku zmieniającego się stopniowo w potomny gatunek jest bardzo rzadkie. Faktycznie zapis kopalny składa się z nieciągłości, wyraźnie dokumentując skoki (saltacje) od jednego typu organizmu do odmiennego typu. Stawia to zagadkowe pytanie: Dlaczego zapisowi kopalnemu nie udaje się odzwierciedlić stopniowej zmiany, jakiej można by oczekiwać od ewolucji?” (Ernst Mayr, What Evolution Is, Basic Books, New York 2001, s. 14)”
Wzorzec ten dotyczy zarówno zwierząt, jak i roślin. Uzupełnianie danych paleontologicznych (obecnie ponad 200 mln skatalogowanych okazów, około 200 lub 250 tys. skamieniałych gatunków) nie zmienia istoty tego zapisu i w opinii kreacjonistów zapis kopalny jest reprezentatywny dla naturalnej historii.
Ewolucjoniści natomiast twierdzą, że gdyby tak było, to skład gatunkowy zespołów kopalnych powinien odzwierciedlać niezmienność gatunków – w szczególności zaś wszystkie formy współczesne, także te najbardziej zaawansowane, powinny być znajdowane już w najstarszych warstwach – np. w kambrze zamiast wymarłych trylobitów czy ortocerasów powinny występować liczne szkielety ryb kostnoszkieletowych, wielorybów, fok itp. Ta niezgodność zapisu kopalnego z tezami kreacjonizmu domaga się wyjaśnienia; w kreacjonistycznej interpretacji zapisu kopalnego dominują dwie szkoły.
Kreacjonizm młodoziemski wzorzec kopalnego zapisu tłumaczy odwołując się do ogólnoświatowego potopu (około 2400 r. p.n.e.), który w głównej mierze odpowiadać miał zarówno za powstanie większości skamielin, jak i za wzorzec kopalnego zapisu. Nie pozwala to jednak wyjaśnić ani rozmieszczenia skamieniałości np. uporządkowania chronologicznego organizmów osiadłych, obecności tropów zwierząt lądowych wewnątrz sekwencji potopowej, ani wielu struktur geologicznych nie do pogodzenia z globalnym, krótkotrwałym potopem, takich jak pokłady ewaporatów, osady pustynne czy wielkie struktury rafowe. Ten rodzaj kreacjonizmu odrzuca istnienie kolumny stratygraficznej.
Uznając zasadność tych argumentów geologicznych, staroziemski kreacjonizm progresywny akceptuje pogląd, że zapis kopalny odzwierciedla sukcesję w pojawianiu się nowych grup organizmów w ramach ogólnie przyjętej chronologii. Nie zawsze wyjaśnia, dlaczego pojawiające się nowe grupy nawiązują budową do form starszych i dlaczego tworzą ciągi form sugerujących istnienie linii rodowych. Według kreacjonizmu zbliżonego do inteligentnego projektu Stwórca wykorzystywał i ingerował w już istniejące formy organizmów lub trzymał się wzorca projektowego wspólnego dla wszystkich organizmów żywych.

### Niezmienność gatunków
Kreacjonizm broni tezy o niezmienności gatunków, jednak w rozumieniu „gatunku naturalnego”, a nie gatunku w rozumieniu obecnej systematyki. Chociaż bowiem kreacjoniści twierdzą, że „gatunek” nie może przechodzić jeden w drugi, to zawsze mają na myśli „gatunek naturalny”. A ten z całą pewnością przekracza granice nie tylko gatunku systematycznego, lecz także przynajmniej często „rodzaju” (genus), a niekiedy także „rodziny” (familia). Z istnienia licznych odmian i ras w obrębie gatunków, wywodzących się od wspólnego pnia, biologowie zdawali sobie sprawę na długo przed Darwinem. Według twierdzeń współczesnej kreacjonistycznej typologii „gatunek naturalny” (obecnie określany zwykle jako baramin) to wachlarz możliwych aktualizacji w takim „gatunku naturalnym” form fenotypowych (ekotyp, ekomorf), które są przybierane w ramach takiego gatunku, ale w odmiennych warunkach środowiska. Jako przykład takiego przybierania przez „gatunek naturalny” różnych form w odmiennych warunkach środowiskowych, kreacjoniści podają psowate, zawierające tak zróżnicowane formy, jak wilki, szakale, kojoty, lisy i psy domowe. Zdaniem kreacjonistów, na szczeblu „gatunku naturalnego” istnienie wspólnego drzewa genealogicznego jest dobrze udokumentowane – zarówno w biologii form żywych, jak i w zapisie paleontologicznym. Zakres możliwych form powstałych w obrębie danego „gatunku naturalnego” ma oczywiście swoje granice. Granice te są jednocześnie granicami „gatunku naturalnego” (zob. baramin). Nie ma natomiast – w opinii kreacjonistów – na gruncie paleontologii dowodów, że miały miejsce ewolucyjne transformacje pomiędzy „gatunkami naturalnymi”. Ich zdaniem również genetyka potwierdza, że zakres zmienności „gatunku naturalnego” jest ograniczony i nie może przekroczyć pewnych barier.
Kreacjoniści w kategoriach wyłaniania się poszczególnych form w obrębie „gatunku naturalnego” interpretują także fakt specjacji, czyli powstawania nowych gatunków (w rozumieniu węższym, taksonomicznym), czasem niemogących się ze sobą krzyżować. W interpretacji kreacjonistycznej świadczy to o głębokości kompleksowych adaptacji danej odmiany populacji w ramach „gatunku naturalnego”. Tej kompleksowej adaptacji towarzyszy powstanie szeregu mechanizmów dostosowawczych, które pozwalają takiej odmianie zaadaptować się do konkretnej niszy ekologicznej. Izolacja rozrodcza z pokrewnymi odmianami nie dopuszcza do „rozcieńczenia” się tych wykształconych adaptacji i zaadaptowanej puli genetycznej. W ten sposób z danego „gatunku naturalnego” (baraminu) wykształcają się poszczególne odmiany izolowane rozrodczo, przystosowane do odmiennych warunków środowiska.
Jak łatwo zauważyć, jeżeli dopuści się powyższy mechanizm, każda z tych odizolowanych rozrodczo populacji (gatunków biologicznych) ulegałaby dalszej ewolucji, dając kolejne odmiany, z czasem ulegające izolacji itd. W ten sposób nieuchronnie nastąpiła daleko idąca ewolucja, chyba że organizmy przestałyby ulegać mutacjom, przestałoby się zmieniać środowisko itp. (ale żaden z tych warunków w przyrodzie nie zachodzi) – w efekcie więc dopuszczenie mikroewolucji i specjacji baraminów powinno logicznie prowadzić do uznania prawdziwości ewolucji zgodnej ze standardową teorią.

### Niedoskonałość w przyrodzie i problem istnienia zła
Często przytaczanym antykreacjonistycznym argumentem jest niedoskonałość natury. Jego istotą jest stwierdzenie: skoro świat i życie stworzył dobry i wszechmocny Stwórca, to dlaczego w przyrodzie obserwuje się tyle niedoskonałości, rywalizacji, wymierań i innych groźnych zjawisk, jak choroby czy pasożytnictwo? Jako przykłady wymienia się np. projekt oka kręgowców, którego – zdaniem ewolucjonistów – żaden szanujący się inżynier nie zaakceptowałby, ponieważ fotoreceptory w siatkówce są skierowane w kierunku przeciwnym niż padające światło. Stanowi to mocny argument przeciwko rozumnemu planowaniu biologicznych struktur, świetnie natomiast jest to wyjaśniane przez bezrozumną ewolucję.
Kreacjoniści niedoskonałości w przyrodzie tłumaczą na dwa sposoby. Pierwszy to stwierdzenie, że wiele przywoływanych przykładów błędnie zaprojektowanych struktur po dokładnym zbadaniu okazuje się nietrafionych. W przypadku siatkówki kręgowców kreacjoniści argumentują, że istnieją funkcjonalne powody (przede wszystkim regeneracja komórek fotoreceptorowych), by była ona skierowana tak, jak jest (choć oczy głowonogów świadczą, że zbudowanie oka o funkcjonalniejszej strukturze, i pozbawionego plamki ślepej jest biologicznie możliwe). Także ogłoszenie innych przykładów niedoskonałości przez ewolucjonistów okazało się przedwczesne, jak choćby wyrostek robaczkowy, który pełni pewne funkcje immunologiczne, czy tzw. niekodujące („śmieciowe”) DNA, które okazało się pełnić pewne funkcje istotne dla sekwencji kodujących. Za stanowiskiem ewolucjonistów przemawia fakt, że u innych organizmów odpowiednik wyrostka pełni inną funkcję, a funkcja immunologiczna nie jest jego pierwotną funkcją. Pełnienie innych funkcji przez narząd, który zatracił pierwotną funkcję, jest zgodne z założeniami teorii ewolucji. W przypadku „śmieciowego” DNA nadal przyjmuje się, że większość jego fragmentów nie pełni żadnej roli.
Co więcej, wiele z tych zarzutów przyjmuje za podstawę istnienie wyidealizowanego optimum, które w rzeczywistym świecie nie istnieje. W istniejących projektach, które muszą stanowić kompromis pomiędzy wieloma często antagonistycznymi względem siebie funkcjami, dąży się do optymalizacji parametrycznej, w której każda funkcja ma wartość akceptowalną, ale rzadko maksymalną. Zdaniem kreacjonistów argumenty z suboptymalnego projektu nie pochodzą z empirycznej analizy konkretnych biologicznych systemów i eksperymentalnego wykazania, jak parametryczna optymalizacja takich struktur może zostać ulepszona. To mogłoby stanowić interesujący naukowy program, polegający na zastosowaniu proponowanych ulepszeń w konkretnych biologicznych systemach. W istocie jednak nie ma eksperymentalnych danych, że parametryczna optymalizacja biologicznych systemów czy to na poziomie zapisu, kodowania i przetwarzania genetycznej informacji, czy też na poziomie komórkowym i anatomicznym może zostać istotnie ulepszona. W opinii kreacjonistów propozycje tego typu ulepszeń to życzeniowe spekulacje, gdzie ktoś wyobraża sobie takie ulepszenia, ale nie ma pojęcia, czy i jak dalece w rzeczywistości ulepszenia te byłyby efektywne lub też, że ulepszenia te – nawet jeśli byłyby efektywne – nie prowadziłyby do zakłóceń w innych współdziałających systemach.
Krytyczna wobec kreacjonizmu argumentacja z niedoskonałego projektu nie pochodzi bynajmniej z nauki, ale przenosi dyskusję z pola nauki na pole teologii. W miejsce pytania: „Jak konkretnie optymalizacja danej struktury mogłaby zostać ulepszona?” pojawia się inne: „Jaki rodzaj Boga stworzyłby taką strukturę, jak ta?” Naukowy problem nieoptymalnego projektu jest więc zamieniany na filozoficzny i teologiczny problem istnienia zła. Kreacjonizm nie neguje istnienia zła – co więcej osobowego zła (zob. Szatan). Teologiczna i filozoficzna literatura chrześcijańska posiada olbrzymie zasoby dyskutujące problem istnienia zła w obliczu wszechmocnego i dobrego Boga. Tradycyjna odpowiedź jest taka, że w perspektywie eschatologicznej zło stanie się narzędziem Bożych planów, czyli zostanie wykorzystane do pomnażania dobra. Obecne zło jest zawsze zwyrodniałym, wykrzywionym dobrem. Rzeczy wynalezione do dobrych rzeczy są regularnie zamieniane i używane do złych celów. Nawet wiele naszych określeń złych rzeczy pochodzi od przekręcenia dobrych. Nieczystość zakłada czystość, bezprawie zakłada prawość, dewiacja zakłada drogę, z której zeszliśmy (łac. via), nowotestamentowe określenie grzechu (gr. hamartia) zakłada cel, który nie został osiągnięty.
Ma to także zastosowanie do świata przyrody. Dobro, które Bóg początkowo dla niego planował, nie jest już w pełni widoczne w świecie. Znaczna jego część została wypaczona i zwyrodniała. Dysteleologia – wypaczenie pierwotnie dobrego projektu w naturze – jest rzeczywistością.
Zasadniczym więc tłumaczeniem niedoskonałości przyrody jest odwołanie się do radykalnej zmiany warunków życia na Ziemi, którą to zmianę kreacjoniści wiążą z buntem przeciw Bogu części anielskiej hierarchii, upadkiem człowieka w Edenie i w konsekwencji wtargnięciem do stworzonego porządku zła. Wydarzenie to miało katastrofalnie pogorszyć warunki życia, a organizmy miały od tej pory żyć w często nieprzyjaznych sobie warunkach i walczyć o przetrwanie. Kreacjoniści wyraźnie odwołują się tu do swoich religijnych wierzeń, nie przedstawiając mechanizmów, za których sprawą nieposłuszeństwo biblijnych prarodziców miałoby się przełożyć np. na zmianę roli ekologicznej dzisiejszych drapieżników i pasożytów, ani nie wyjaśniając, jak szybko nabyły niezbędne przystosowania.
Zdaniem kreacjonistów istnieją liczne dobrze udokumentowane przykłady „dewolucji”, to jest utraty funkcji i struktur, jak u ptaków-nielotów zamieszkujących niektóre wyspy, ze świecą natomiast szukać przykładów powstawania w wyniku przypadkowych mutacji i doboru naturalnego nowych, oryginalnych funkcji i struktur. Innym przykładem takiego zjawiska są pasożyty, które – jak się przyjmuje – powstały z organizmów wolno żyjących, jest to więc zjawisko wtórne, powstałe, według kreacjonistów, w wyniku zmian o charakterze degeneracyjnym.
Pasożyty mają zarazem jedne z najbardziej złożonych cykli życiowych w przyrodzie (np. różne stadia wyspecjalizowane do nękania żywicieli pośrednich i ostatecznych), oraz szereg przystosowań anatomicznych (haki, przyssawki, okrywa ciała odporna na soki trawienne żywiciela itp.). Ich powstanie z organizmów wolno żyjących wymagało zatem co najmniej równie trudnych przekształceń ewolucyjnych, ze wszystkimi problemami podnoszonymi przez kreacjonistów (pojawienie się zespołu korzystnych dla pasożyta mutacji, funkcjonalność form pośrednich, kompletność zapisu kopalnego dokumentującego degenerację pasożytów i ich formy przejściowe od stadiów wolnożyjących itp.), co powinno prowadzić do wniosku, że Stwórca poświęcił wiele inwencji w doskonalenie form przysparzających cierpień innym stworzeniom (ale przed tą konkluzją kreacjoniści zwykle się powstrzymują).
Polski kreacjonista Maciej Giertych jako przykład tego typu degeneracyjnych procesów podaje stopniowe kumulowanie się w populacji ludzi wad genetycznych. Według niego oznacza to, że ludzkość nie ewoluuje, tylko sukcesywnie degeneruje się. Podobnie jest, jego zdaniem, z całą biosferą, gdzie powszechnie obserwujemy wymieranie gatunków, natomiast nie obserwujemy powstawania nowych. Wynika z tego, że różnorodność i ilość genetycznej informacji w biosferze systematycznie maleje, a nie rośnie. Z perspektywy ewolucjonistycznej zjawiska te tłumaczy się powstaniem nowoczesnej medycyny, dzięki czemu śmiertelność ludzi, zwłaszcza w młodym wieku, została sztucznie obniżona. Obniżyła się też liczba dzieci, rodzących się w jednym pokoleniu. Przez to właśnie populacja ludzi jest mniej różnorodna genetycznie i podlega mniejszej selekcji. Stąd bierze się kumulacja wad genetycznych. Natomiast powszechnie obserwowane wymieranie gatunków roślin i zwierząt jest przede wszystkim wynikiem działalności człowieka, dlatego przebiega tak szybko. Odwrotny natomiast proces – pełnego wyodrębniania się nowego gatunku – zajmuje tysiące i setki tysięcy lat.
Kreacjonistyczna wizja historii życia na Ziemi jest więc fundamentalnie odmienna od wizji ewolucjonistycznej. O ile wizja ewolucyjna jest wizją – przynajmniej częściowo – „wstępującą”, powstawania z mniejszej złożoności większej, z prostszych układów bardziej złożonych, o tyle wizja kreacjonistyczna proponuje ujęcie przeciwne, „zstępujące”: charakter zmian w świecie żywym był przede wszystkim degeneracyjny, organizmy walczą o utrzymanie obecnej funkcjonalności, a jej polepszanie się i doskonalenie w wyniku wpływów środowiska to nierealistyczny postulat.
Zapis kopalny przemawia jednak za tym, że tam, gdzie istnieje on w formie reprezentatywnej (np. u kręgowców, których szkielet zwiększa szanse fosylizacji), formy bardziej zaawansowane ewolucyjne pojawiają się później niż formy prymitywniejsze. Można też prześledzić rozwój rozmaitych struktur (czaszki, uzębienia, kończyn itp.), ilustrujący te tendencje do wzrostu komplikacji i zróżnicowania. Ponieważ ewolucja ma charakter bezkierunkowy, występują też liczne tendencje do wtórnego upraszczania, jeśli jest to doraźnie korzystne dla danego organizmu. Skrzydła nielotów wykazują jednak budowę kostną typową dla skrzydeł latających ptaków, a te z kolei są zmodyfikowaną wersją kończyny dinozaurów – też pod pewnymi względami „zdegenerowanej” (zanik dwóch z pięciu palców; pozostałe trzy z kolei utraciły pazury), a pod pewnymi – „udoskonalonej”.

## Kreacjonistyczna krytyka ewolucjonizmu

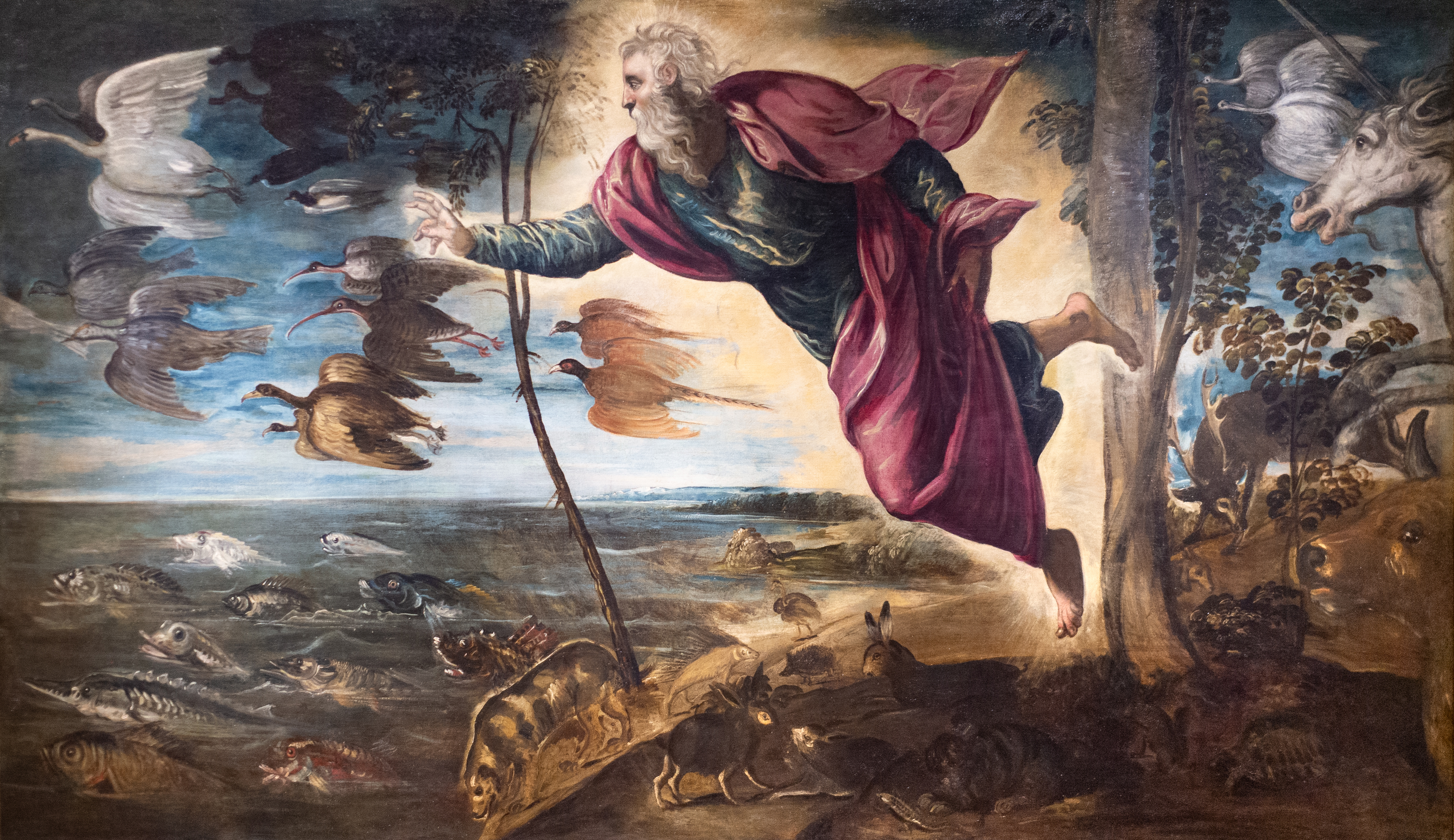
Stworzenie zwierząt Jacopo Tintoretto

Zdaniem kreacjonistów proponowane neodarwinistyczne mechanizmy – kombinacja doboru naturalnego i przypadkowych mutacji – nie są w stanie adekwatnie wyjaśnić różnicowania się życia na Ziemi. Mechanizmy te dobrze sprawdzają się przy małoskalowych zmianach (tzw. mikroewolucja), jak oscylacyjne zmiany wielkości dziobów u endemicznych zięb Darwina (Geospizinae) z wysp Galapagos i Wyspy Kokosowej. Kreacjoniści kwestionują jednak empiryczną zasadność ekstrapolacji tego typu zjawisk na zmiany makroewolucyjne. Większość zarzutów, jakie kreacjonizm stawia wobec ewolucjonizmu, dotyczy zjawisk, które kreacjoniści uważają za niewyjaśnione w ramach teorii ewolucji. Oto one:
- brak bezpośredniego zaobserwowania makroewolucji[potrzebny przypis]
- pewne aspekty pochodzenia człowieka, z którymi nadal wiąże się wiele zagadek[potrzebny przypis]
- pochodzenie ptaków – z powodu niewielkiej ilości form przejściowych[potrzebny przypis] (obecnie po odkryciu licznych form przejściowych, w tym licznych pierzastych dinozaurów, pochodzenie ptaków od dinozaurów nie ulega już wątpliwości, ptaki są wręcz uważane za grupę dinozaurów[31][32][33])
- pochodzenie niektórych organelli komórkowych (nie wszystkie mają zadowalające wyjaśnienia ewolucyjne[potrzebny przypis])
- zagadnienie pochodzenia życia (biogeneza)[potrzebny przypis] (obecnie opisano już powstanie życia w zasadowych kominach hydrotermalnych[34])
- brak form przejściowych[potrzebny przypis] (w rzeczywistości opisano liczne takie formy[33][35])

Do historycznych zarzutów, które obecnie są rzadko podnoszone ze względu na doczekanie się zadowalających wyjaśnień ewolucyjnych, należą:
- pochodzenie oka (historycznie najstarszy zarzut)
- pochodzenie mitochondriów i chloroplastów (teoria endosymbiozy jest powszechnie przyjęta w biologii głównego nurtu jako wyjaśnienie).

### Brakujące ogniwa ewolucji
Zdaniem kreacjonistów nie istnieją niewątpliwe ogniwa pośrednie, a stopniowa ewolucja wymaga tysięcy takich ogniw. Twierdzą, że gatunki postulowane jako przejściowe są nieadekwatne do przewidywań darwinizmu. Jako przykład podają archeopteryksa – wysuwanego przez ewolucjonistów jako 'brakujące ogniwo’ między gadami i ptakami – który wprawdzie był ptakiem o cechach gadzich, ale żadna z jego cech nie jest przejściowa. Na przykład, jeżeli posiadał on pióra, to były one w pełni ukształtowane, a nie pośrednie między piórami ptaków a łuskami gadów.
Współcześnie również występują gatunki będące mozaiką cech z różnych gromad. Dziobak posiada futro jak ssak, dziób jak kaczka, ogon jak bóbr, gruczoły jadowe niczym wąż, nie jest jednak „w połowie drogi” pomiędzy nimi.
Różnica polega jednak na tym, że dziób dziobaka nie przypomina anatomicznie kaczego, jego gruczoły jadowe mieszczą się na stopach (których węże nie mają), a więc nie są to struktury homologiczne. Archeopteryks natomiast jest mozaiką cech, które w bardzo podobnej wersji występują u innych form, ukazując ciągłość przekształceń ewolucyjnych – dotyczy to takich cech jak budowa kończyn przednich i tylnych, ogona, zębów itp. – można pokazać ich nieznacznie zmienione warianty u wielu teropodów, zwłaszcza dromeozaurów i u kredowych ptaków z grupy Enantiornithes.
Kreacjoniści argumentują, że nie znajdujemy skamieniałości zawierających formy „półnoga-półskrzydło” czy „pół łuska-pół pióro”, których ślady, według nich, powinny zachować się w zapisie kopalnym, gdyby gradualistyczna lub punktualistyczna teoria ewolucji była prawdziwa.
Według paleontologów takie formy pośrednie są znajdowane – kończyna przednia archeopteryksa miała szkielet typowy dla kończyny dromeozaurów, z trzema niezrośniętymi jeszcze palcami wyposażonymi w pazury, a zarazem pełniła już funkcję skrzydła. Podobnie – mimo niewielkich szans skamienienia części miękkich – udało się odkryć pozostałości okrywy ciała nielatających dinozaurów w postaci prymitywnych, pędzelkowatych piór. W miarę postępów paleontologii przewidywania teorii ewolucji znajdują potwierdzenie w postaci form przejściowych o przewidywanej przez teorię budowie. Podobnie dobrze udokumentowane jest przekształcenie rybich płetw w kończyny czworonogów – zob. np. Tiktaalik, czy przystosowywanie się anatomii ssaków kopytnych do wodnego trybu życia u waleni lub brzegowców. Obecnie więc „brakujące ogniwa” przewidywane przez Darwina, a następnie odnalezione, stały się ważnym argumentem potwierdzającym trafność teorii ewolucji.
Według kreacjonistów problematyczny jest również brak znaczącej ilości form uznanych przez ewolucjonistów za przejściowe (przy odkrytych milionach skamieniałości form „nieprzejściowych” organizmów). W ich opinii założenie prawdziwości teorii makroewolucji wymusza założenie „złośliwości natury”, która zachowując miliony okazów kopalnych form nieprzejściowych, zniszczyła szczątki znakomitej większości okazów skamielin form przejściowych.

### „Medialny dogmatyzm”

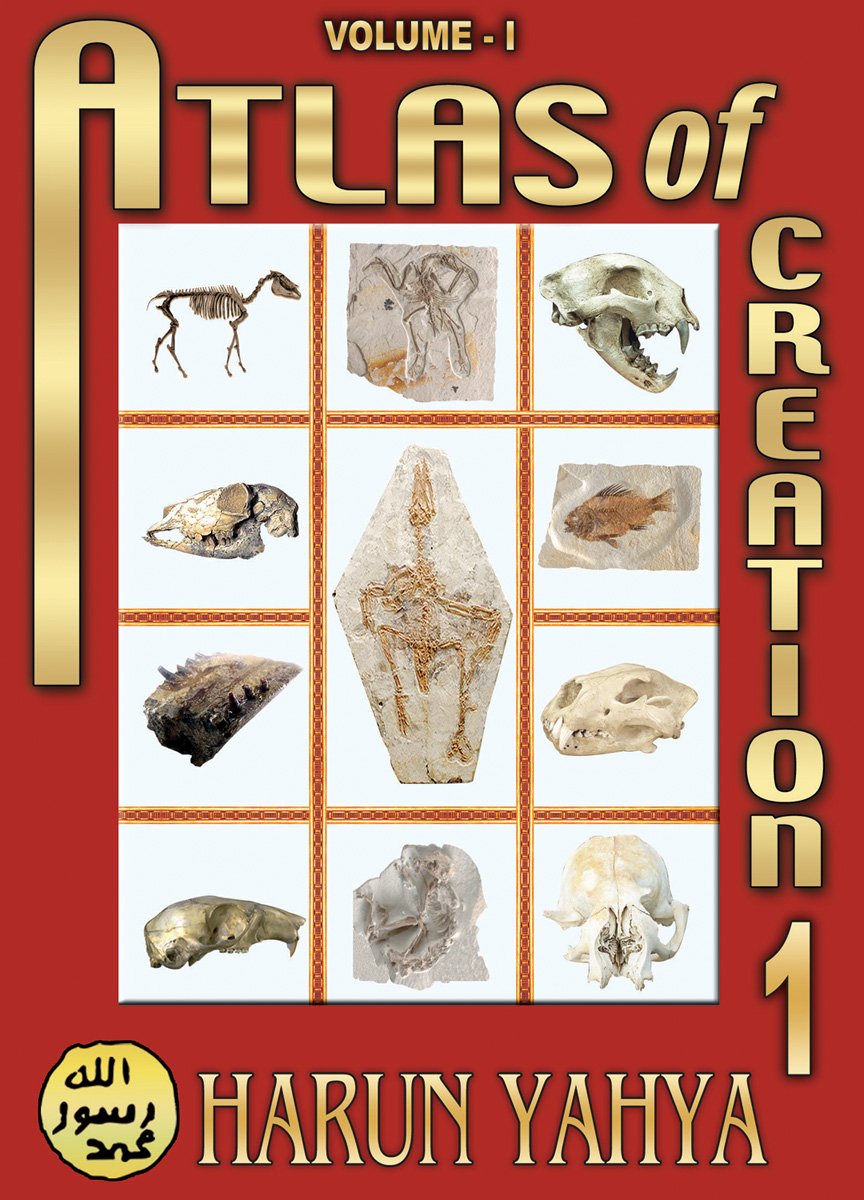
Okładka Atlasu stworzenia Haruna Yahyi

Według kreacjonistów teoria ewolucji jest przedstawiana społeczeństwu – poprzez edukację w szkołach, programy przyrodnicze i wypowiedzi naukowców – jako udowodniona ponad wszelką wątpliwość, co według nich nie odpowiada prawdzie. Ich zdaniem ewolucjoniści między sobą przyznają, że wiele zagadnień tej teorii nie posiada statusu stwierdzonego faktu lub jest problematyczna wobec danych empirycznych.
Neodarwinizm jest jednak dominującą teorią wśród biologów i dla większości z nich stanowi zadowalające wyjaśnienie pochodzenia i różnorodności życia. Debatowanie biologów nad zasadnością teorii ewolucji dotyczy tylko mechanizmów neodarwinizmu w skali makro, a nie samego faktu ewolucji.
„To, czy procesy obserwowalne w istniejących populacjach i gatunkach (mikroewolucja) wystarczają do wyjaśnienia wielkoskalowych zmian widocznych w dłuższych okresach historii życia (makroewolucji), jest przedmiotem długotrwałego sporu w biologii ewolucyjnej. Nie znający tej bogatej literatury mogą być zaskoczeni, że nie istnieje powszechna zgoda w tej sprawie i że na obu krańcach utrzymywane są mocne stanowiska, przy czym wielu jest niezdecydowanych” (Sean B. Carroll, „The Big Picture”, Nature, 2001, vol. 409, s. 668)
Również treść niektórych podręczników akademickich zaprzecza, jakoby biolodzy przyznawali neodarwinizmowi miano dogmatu:
„Należy wszak podkreślić, że syntetyczna teoria ewolucji w odniesieniu do zdarzeń makroewolucyjnych, pomimo wspierania jej znaczącymi danymi z różnych dziedzin, pozostała w zasadzie nieudowodniona” (Solomon Eldra Pearl, Linda R. Berg, Diana W. Martin, Claude A. Villee, Biologia, Multico Oficyna Wydawnicza, Warszawa 1996, s. 445).
Kreacjoniści zaprzeczają także lansowanym m.in. w środowiskach naukowych twierdzeniom, jakoby „teoria ewolucji była jak 2+2=4 [...] niewiara w ewolucję jest jak wiara w to, że Ziemia jest płaska” (prof. Piotr Węgleński), zauważając, że ponad 980 naukowców (według danych z listopada 2016), w tym kilkuset biologów, podpisało apel antyewolucyjny. (Zobacz też: Projekt Steve)
Zdaniem doktora Eugeniusza Moczydłowskiego (przewodniczącego Polskiego Towarzystwa Kreacjonistycznego) media dopuszczając do głosu tylko wybranych kreacjonistów, głównie księży, tworzą fałszywy obraz kreacjonizmu jako postawy nierozerwalnie związanej z wiarą („ewolucjoniści robią wszystko, by dyskusja o ewolucji nie wykroczyła poza pisemka parafialne”). W wywiadzie dla tygodnika Najwyższy CZAS! przedstawił on także swoją opinię o prof. Macieju Giertychu, stwierdzając, że jako genetyk wielokrotnie przedstawiał mocne argumenty w ramach jego specjalności naukowej, sugerując, że media od lat infantylizują wypowiedzi jego i innych naukowców, „z lubością nagłaśniając” wypowiedzi takie jak teza mówiąca o współistnieniu na Ziemi ludzi i dinozaurów (wspomniana np. w „Warsaw Business Journal”).

## Kontrowersje
Pomimo istnienia całej gamy słabo powiązanych poglądów znanych pod wspólną nazwą kreacjonizmu (od kreacjonizmu młodej Ziemi po kreacjonizm, w którym Bóg stworzył życie i pozwolił mu swobodnie ewoluować) żadna z istniejących wersji kreacjonizmu nie jest teorią naukową.
Aby móc rozpatrywać poszczególne wersje kreacjonizmu jako teorie naukowe (zobacz: metoda naukowa, brzytwa Ockhama), należy postawić dwa pytania:
- Czy teoria ta czyni jakieś przewidywania nowych obserwowalnych faktów? Pytanie to rozgranicza teorie naukowe od metafizyki – jeśli teoria nie czyni żadnych przewidywań, nie leży w sferze zainteresowań nauki.
- Jeśli tak, to w jakim stopniu przewidywania te zgadzają się z faktami?

Koncepcje niewielkiego udziału Boga w ewolucji (Bóg kierujący ewolucją) nie podają testowalnych przewidywań – nie są więc teoriami naukowymi.
Koncepcje większego udziału Boga w ewolucji (powstawanie organizmów etapami, „teorie młodej Ziemi”) czynią jakieś przewidywania – np. powstawanie organizmów dużymi rzutami przewiduje brak form przejściowych i brak istotnych zależności genetycznych między grupami a „młoda Ziemia” postuluje zupełnie inną budowę Wszechświata od powszechnie przyjętej. Przewidywania te pozostają jednak w niezgodzie z powszechnie przyjętą interpretacją faktów i obserwacji, dlatego nie są zaliczane do teorii naukowych.
W wymienionych wyżej zasadniczych twierdzeniach kreacjonizmu starej Ziemi ssaki morskie (w tym zapewne wieloryby) pojawiają się przed wszystkimi rodzajami zwierząt lądowych (w tym także płazów i gadów), z czego wynika hipoteza, że skamieniałości wielorybów winny zostać znalezione w starszych warstwach geologicznych, niż te zawierające pierwsze płazy czy gady. Nie tylko szkielety wielorybów występują zawsze w warstwach młodszych niż warstwy zawierające pierwsze płazy czy gady, ale znaleziono cały ciąg form wykopaliskowych łączących wieloryby z czterokończynowymi lądowymi ssakami; również podobieństwa sekwencji DNA jednoznacznie wskazują na lądowe ssaki parzystokopytne jako najbliższych żyjących krewnych waleni.

## Sytuacja prawna

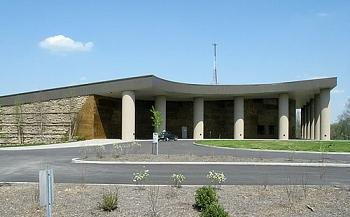
Muzeum Stworzenia w Petersburg w stanie Kentucky, w którym prezentowana jest wizja historii świata zgodna z poglądami kreacjonistów młodej Ziemi

USAWszelkie próby wprowadzenia kreacjonizmu do szkolnych programów nauczania biologii w szkołach publicznych są odrzucane, ponieważ według Sądu Najwyższego Stanów Zjednoczonych nauczanie w szkołach publicznych wierzeń religijnych jako faktów jest niezgodne z pierwszą poprawką do Konstytucji Stanów Zjednoczonych (Epperson przeciwko Arkansas, 1968, 393 U.S. 97; Edwards kontra Aguillard, 1987).
SerbiaNa początku września 2004 minister edukacji Ljiljana Čolić podjęła decyzję o wycofaniu teorii ewolucji z programów nauczania i jej przedstawianiu jedynie przy jednoczesnym nauczaniu kreacjonizmu. Decyzja ta wywołała bardzo silny sprzeciw ze strony naukowców, nauczycieli oraz opozycji i została wycofana, zanim weszła w życie. Próba wprowadzenia kreacjonizmu do szkół wiąże się ze wzrostem wpływów Kościoła prawosławnego w Serbii.
PolskaW Polsce nie istnieją akty prawne dopuszczające lub niedopuszczające nauczanie hipotezy kreacjonistycznej. Publiczne programy nauczania nie przewidują wprowadzania jej w ramach przedmiotów nauczanych w szkołach publicznych.

## Opinia społeczna

Sondaż z New Sciencist z 2006 roku: „Istoty ludzkie, jakie znamy, rozwinęły się z wcześniejszych gatunków zwierząt.” – prawda (kolor niebieski), fałsz (kolor zielony), nie wiem (kolor fioletowy)

W 2006 roku w czasopiśmie New Scientist opublikowano wyniki sondy przeprowadzonej w 32 krajach Europy oraz w Stanach Zjednoczonych i Japonii, w której respondentów poproszono o ustosunkowanie się do stwierdzenia „Istoty ludzkie, jakie znamy, rozwinęły się z wcześniejszych gatunków zwierząt”. W krajach zachodnioeuropejskich oraz w Japonii liczba osób niezgadzających się z tym zdaniem wahała się w granicach 10-20% (przy około 75-80% uznających stwierdzenie za prawdziwe). W Europie Wschodniej i Środkowo-Wschodniej odsetek ten był nieco wyższy i wynosił 25-35% (45-65% uznawało zdanie za słuszne). W Stanach Zjednoczonych liczba respondentów uważających zdanie za nieprawdziwe wyniosła około 40% (tyle samo uważało je za prawdziwe). Najwięcej osób niezgadzających się z tym stwierdzeniem było w Turcji – nieco ponad 50% pytanych (około 25% zgadzało się z twierdzeniem).
Sondaże niezmiennie pokazują, że około 51% Amerykanów wierzy, że Bóg stworzył istoty ludzkie w podobnej do dzisiejszej formie w przeciągu ostatnich 10 tys. lat. Kolejne 30% wyznaje pogląd, że istoty ludzkie rozwinęły się poprzez miliony lat z mniej zaawansowanych form życia, ale Bóg kierował tym procesem. Natomiast stwierdzenie, że istoty ludzkie rozwinęły się poprzez miliony lat z mniej zaawansowanych form życia, ale Bóg nie miał w tym żadnego udziału, akceptuje tylko 15% Amerykanów.
Akceptacja ewolucji wśród wykształconych warstw amerykańskiego społeczeństwa idzie w parze z akceptacją dla pośredniej lub bezpośredniej interwencji sił nadprzyrodzonych. Przykładowo przeprowadzony w 2005 roku przez Louis Finkelstein Institute for Social and Religious Research wśród amerykańskich lekarzy sondaż pokazał, że ok. 60% akceptuje interwencję Boga w tworzeniu gatunku ludzkiego, a 63% przyjmuje pewną formę ewolucjonizmu (przy wyborze między ewolucją a teorią inteligentnego projektu, z którym się zgadza ok. 33%). Pozorny paradoks tłumaczy spora popularność teorii ewolucji inicjowanej i kierowanej przez Boga (42%). Według tego badania teorię ewolucji naturalnej (bez interwencji sił nadprzyrodzonych) wybiera 38% Amerykanów.
Porównania badań Instytutu Gallupa wskazują ponadto, że uzyskiwane proporcje odpowiedzi zależą od doboru słów w pytaniu ankietowym, a teoria ewolucji nazwana po imieniu zyskuje mniejsze poparcie niż „pewna forma rozwoju organizmów” (kierowana lub nie). Mianowicie 43% jest skłonnych uznać twierdzenie, że „istoty ludzkie rozwinęły się ze wcześniej istniejących gatunków zwierząt” (przy 48% przeciwnych), podczas gdy na pytanie jawnie nazywające teorie: „Czy powiedziałbyś, że bardziej wierzysz w teorię ewolucji czy kreacjonizmu jako wyjaśnienie pochodzenia człowieka, czy nie jesteś pewien?” wyniki były 28%, 48%, 14% odpowiednio (i 10% „nie wiem”).
Według opracowania Ontario Consultants on Religious Tolerance z 1991 roku ok. 35% Polaków akceptuje teorię ewolucji. Wyników tych nie potwierdzają nowsze sondaże, zgodnie z którymi 53% Polaków akceptuje teorię ewolucji, a 30% kreacjonizm.

### Projekt Steve
Zwolennicy kreacjonizmu dla wykazania szerszego uznania swych tez przytaczają listy poparcia naukowców wątpiących w ewolucję lub niezgadzających się z darwinizmem. Odpowiedzią zwolenników teorii ewolucji na to zjawisko jest parodia takiej listy, zwana Projektem Steve. Jest to lista naukowców i uczonych o imieniu Steve (lub jego odpowiedniku w innym języku) popierających ewolucję i przeciwnych kreacjonizmowi. Lista zawiera w dużej części biologów, ale także innych naukowców i uczonych; prawie każdy z nich posiada przynajmniej tytuł doktora. Pomimo że już sam warunek imienia spełnia tylko 1% naukowców, lista ta jest dłuższa od list dowolnych naukowców o dowolnych imionach popierających „kreacjonistyczną pseudonaukę” (cytat z oświadczenia Projektu Steve), co ma na celu pokazanie przytłaczającego poparcia naukowców dla ewolucji.

### Stanowisko Kościoła katolickiego w Polsce
W dokumencie „Kościół wobec ewolucji” wydanym przez Radę Naukową Episkopatu Polski w listopadzie 2006, biskupi przywołują słowa Jana Pawła II z 1996 roku: „Nowe zdobycze nauki każą nam uznać, że teoria ewolucji jest czymś więcej niż hipotezą”. Krytykują też przedstawicieli „fideistycznego kreacjonizmu, którzy interpretują dosłownie biblijne opowiadanie o stworzeniu świata [...] i na tej podstawie kwestionują nauczanie o ewolucji w szkole”. Uznają też, że „fundamentalistyczny kreacjonizm nie jest zgodny z nauką katolicką”.
Jednocześnie odrzucają też materialistyczny ewolucjonizm mówiący o „ślepych siłach natury”. Wyjaśniają to w następujący sposób: „Ewolucja wiedzie ku pojawieniu się człowieka jako istoty wolnej, odpowiedzialnej i świadomej. Ale sama z siebie tego progu nie pokonuje. W celu powołania do życia człowieka Bóg mógł posłużyć się jakąś istotą przygotowaną na planie cielesnym przez miliony lat ewolucji i tchnąć w nią duszę – na swój obraz i podobieństwo. Oznacza to, że dla chrześcijan ewolucja pozostaje w harmonii z wielkim planem Boga, którego cel stanowi powołanie człowieka do najwyższej godności obrazu Jego Syna jednorodzonego, umarłego i zmartwychwstałego”. (Teistyczny ewolucjonizm)
Dokument podpisał przewodniczący Rady, ówczesny biskup płocki Stanisław Wielgus. W skład Rady Naukowej wchodzą m.in.: bp Ignacy Dec, abp Marian Gołębiewski, bp Tadeusz Pieronek i bp Kazimierz Ryczan.

### Stanowisko innych wyznań
Świadkowie Jehowy wierzą, że Jehowa Bóg stworzył wszystko w określonym celu, ale nie podzielają poglądów kreacjonistów. Uważają, że zanim rozpoczął się pierwszy dzień stwarzania, Bóg powołał do istnienia wszechświat, w tym Ziemię, na której nie było jeszcze życia, a każdy z sześciu dni (czyli odcinków czasu) stwarzania przez Boga mógł trwać tysiące lat. Uważają, że Ziemia i wszechświat istniały już przed rozpoczęciem sześciu dni stwarzania – nawet miliardy lat oraz że Bóg stworzył wszystkie podstawowe rodzaje roślin i zwierząt oraz doskonałą pierwszą parę ludzką. Twierdzą, że „w obrębie poszczególnych rodzajów roślin i zwierząt stworzonych przez Boga zachodziły zmiany. W rezultacie powstały znane dzisiaj gatunki, które w wielu wypadkach znacząco się od siebie różnią”.